# Géo Jet
Géo Jet (Go Jetters) est une série télévisée d'animation britannique en 154 épisodes de 11 minutes diffusée entre le 26 octobre 2015 et le 27 novembre 2020 sur CBeebies.
En France elle diffusée depuis le 24 juin 2017 au sein du programme Zouzous diffusé sur France 5, remplacé en 2019 par Okoo puis depuis le 8 février 2020 sur Boomerang et au Québec sur le service sur demande ICI TOU.TV.

## Synopsis
Géo Jet suit les aventures de quatre héros, Xuli, Kyan, Lars et Foz, alors qu'ils parcourent le monde avec leur professeur, mentor et ami, Musicorne.

## Fiche technique
Sauf indication contraire, les informations mentionnées dans cette section peuvent être confirmées par la base de données cinématographiques IMDb,  présente dans la section « Liens externes ».
- Titre original : Go Jetters
- Titre français : Géo Jet
- Création : Barry Quinn et Katie Simmons
- Réalisation : Ben Harper et Alex Sherwood
- Scénario : Barry Quinn, Katie Simmons, Stuart Kenworthy, Tim Bain, Richard Dinnick, Liam Farrell et Adam Redfern
- Animation : Adrian Ignat et Carol Nolan
- Musique : Chris Banks et Wag Marshall-Page
- Production : Barry Quinn, Daniel Spencer, Henrietta Hurford-Jones, Adam Redfern et Tony Reed
- Sociétés de production : Boulder Media et Giant Animation
- Distribution : BBC
- Pays d'origine :  Royaume-Uni
- Langue originale : Anglais
- Genre : série d'animation, comédie
- Durée : 11 minutes

## Distribution

### Voix originales
- Tommie Earl Jenkins : Ubercorn
- Akie Kotabe : Kyan
- Syrus Lowe : Lars
- John Hasler : Foz
- Pilar Orti : Xuli
- Marc Silk : Grand-maître Glitch
- Naomi McDonald : Jetpad
- Guy Harris : plusieurs personnages

### Voix françaises
- Gilles Morvan : Musicorne
- Maxime Baudouin : Kyan
- Hervé Grull : Lars
- Benjamin Bollen : Foz
- Kaycie Chase : Xuli
- Patrice Baudrier : Grand-maître Gronchon
- Céline Melloul et Patrick Pellegrin : voix additionnelles

### Voix Québécoises
- Alain Cadieux : Ubercorn
- Hugolin Chevrette-Landesque : Kyan
- Olivier Visentin : Léo
- Claude Gagnon : Félix
- Julie Burroughs : Zoe
- Martin Watier : Monsieur Stitch
- Viviane Pacal, Nicholas Savard L'Herbier, et Frédéric Paquet : voix additionnelles

 Source et légende : version française (VF) sur RS Doublage

## Épisodes

### Première saison (2015-2017)
|    | Titre français                         | Titre original             | Lieu visité                            |
| -- | -------------------------------------- | -------------------------- | -------------------------------------- |
| 1  | La Tour Eiffel                         | The Eiffel Tower           | Tour Eiffel ( France)                  |
| 2  | Les Pyramides de Gizeh                 | The Great Pyramids of Giza | Pyramides de Gizeh ( Égypte)           |
| 3  | Stonehenge                             | Stonehenge                 | Stonehenge ( Royaume-Uni)              |
| 4  | Le Désert du Sahara                    | The Sahara Desert          | Sahara ( Maroc)                        |
| 5  | Les Chutes du Niagara                  | Niagara Falls              | Chutes du Niagara ( Canada)            |
| 6  | L'Opéra de Sydney                      | Sydney Opera House         | Opéra de Sydney ( Australie)           |
| 7  | La Statue de la Liberté                | The Statue of Liberty      | Statue de la Liberté ( États-Unis)     |
| 8  | La Porte de Brandenbourg               | The Brandenburg Gate       | Porte de Brandebourg ( Allemagne)      |
| 9  | Le Glacier Lambert                     | Lambert-Fisher Glacier     | Glacier Lambert ( Antarctique)         |
| 10 | Chichen Itza                           | Chichen Itza               | Chichén Itzá ( Mexique)                |
| 11 | La Grande Muraille de Chine            | The Great Wall of China    | Grande Muraille ( Chine)               |
| 12 | La Tour de Pise                        | Leaning Tower of Pisa      | Tour de Pise ( Italie)                 |
| 13 | Le Lac Titicaca                        | Lake Titicaca              | Lac Titicaca ( Pérou)                  |
| 14 | Le Colisée                             | The Colosseum              | Colisée ( Italie)                      |
| 15 | Le Taj Mahal                           | The Taj Mahal              | Taj Mahal ( Inde)                      |
| 16 | L'Etna                                 | Mount Etna                 | Etna ( Italie)                         |
| 17 | La Montagne de la Table                | Table Mountain             | Montagne de la Table ( Afrique du Sud) |
| 18 | Les Aurores boréales                   | The Nothern Lights         | Aurore polaire ( Finlande)             |
| 19 | La Forêt amazonienne                   | The Amazon Rainforest      | Forêt amazonienne ( Brésil)            |
| 20 | La Mer morte                           | The Dead Sea               | Mer Morte ( Israël)                    |
| 21 | La Cité interdite                      | The Forbidden City         | Cité interdite ( Chine)                |
| 22 | La Mine de sel de Wieliczka            | The Wieliczka Salt Mine    | Mines de sel de Wieliczka ( Pologne)   |
| 23 | La Chaussée des Géants                 | Giant's Causeway           | Chaussée des Géants ( Royaume-Uni)     |
| 24 | Le Golden Gate Bridge                  | The Golden Gate Bridge     | Pont du Golden Gate ( États-Unis)      |
| 25 | Le Parc national de Komodo             | Komodo Island              | Parc national de Komodo ( Indonésie)   |
| 26 | Big Ben                                | Big Ben                    | Big Ben ( Royaume-Uni)                 |
| 27 | Le Geyser Stokkor                      | The Strokkur Geyser        | Strokkur ( Islande)                    |
| 28 | L'Aqueduc de Ségovie                   | The Aqueduct of Segovia    | Aqueduc de Ségovie ( Espagne)          |
| 29 | Rio de Janeiro                         | Rio de Janeiro             | Rio de Janeiro ( Brésil)               |
| 30 | Le Mont Everest                        | Mount Everest              | Everest ( Népal)                       |
| 31 | Le Loch Ness                           | Loch Ness                  | Loch Ness ( Royaume-Uni)               |
| 32 | Le Grand Canyon                        | The Grand Canyon           | Grand Canyon ( États-Unis)             |
| 33 | L'Île de Pâques                        | Easter Island              | Île de Pâques ( Chili)                 |
| 34 | Le Parthénon                           | The Parthenon              | Parthénon ( Grèce)                     |
| 35 | La Cathédrale Saint-Basile             | St Basil's Cathedral       | Cathédrale Saint-Basile ( Russie)      |
| 36 | Le Barrage de Tarbela                  | Tarbela Dam                | Barrage de Tarbela ( Pakistan)         |
| 37 | Le Mont Rushmore                       | Mount Rushmore             | Mont Rushmore ( États-Unis)            |
| 38 | Le Château de Caernarfon               | Caernarfon Castle          | Château de Caernarfon ( Royaume-Uni)   |
| 39 | La Grande Barrière de corail           | The Great Barrier Reef     | Grande barrière de corail ( Australie) |
| 40 | Le Pôle Nord                           | The North Pole             | Pôle Nord ( Canada)                    |
| 41 | Hong Kong                              | Hong Kong                  | Hong Kong                              |
| 42 | Les Grottes de Waitomo                 | Waitomo Glowworm Caves     | Grottes de Waitomo ( Nouvelle-Zélande) |
| 43 | Le lac Retba                           | Lake Retba                 | Lac Rose ( Sénégal)                    |
| 44 | Les rizières de Chine                  | The Paddy Fields of China  | Rizière ( Chine)                       |
| 45 | La Cappadoce                           | Cappadocia                 | Cappadoce ( Turquie)                   |
| 46 | La réserve nationale du Masai Mara     | Maasai Mara                | Masai Mara ( Kenya)                    |
| 47 | Le desert de Gobi                      | Gobi Desert                | Désert de Gobi ( Mongolie)             |
| 48 | La baie bioluminescente de Puerto Rico | Bioluminescent Bay         | Vieques ( Porto Rico)                  |
| 49 | Les montagnes bleues                   | Blue Mountains             | Blue Mountains ( Jamaïque)             |
| 50 | La vallée de Jigokudani                | Jigokudani Monkey Park     | Parc aux singes de Jigokudani ( Japon) |
| 51 | Les lignes de Nazca                    | The Nazca Lines            | Géoglyphes de Nazca ( Pérou)           |

### Deuxième saison (2017-2018)
|    | Titre français                        | Titre original                     | Lieu visité                                |
| -- | ------------------------------------- | ---------------------------------- | ------------------------------------------ |
| 1  | Petra                                 | Petra                              | Pétra ( Jordanie)                          |
| 2  | Le Cervin                             | The Matterhorn                     | Cervin ( Suisse et Italie)                 |
| 3  | Le grand lac salé                     | Bonneville Salt Flats              | Bonneville Salt Flats ( États-Unis)        |
| 4  | Sumatra                               | Rainforests of Sumatra             | Forêts tropicales de Sumatra ( Indonésie)  |
| 5  | Le récif artificiel                   | Go Jet Academy: Artifical Reef     | Récif artificiel                           |
| 6  | Le Macchu Picchu                      | Machu Picchu                       | Machu Picchu ( Pérou)                      |
| 7  | L'allée des baobabs                   | Avenue of the Baobabs              | Allée des baobabs ( Madagascar)            |
| 8  | Venise                                | Venice                             | Venise ( Italie)                           |
| 9  | La Space Needle de Seattle            | Seattle Space Needle               | Space Needle ( États-Unis)                 |
| 10 | L'averse de grêle                     | Go Jet Academy: Hailstorm          | Grêle                                      |
| 11 | La cité de glace de Harbin            | Harbin Ice City                    | Harbin ( Chine)                            |
| 12 | Douvres                               | Dover                              | Douvres ( Royaume-Uni)                     |
| 13 | Central Park                          | Central Park                       | Central Park ( États-Unis)                 |
| 14 | Le Shinkansen                         | Bullet Train                       | Shinkansen ( Japon)                        |
| 15 | La force du vent                      | Go Jet Academy: Wind Power         | Énergie éolienne                           |
| 16 | Gua Rusa                              | Gua Rusa's                         | Gua Rusa ( Malaisie)                       |
| 17 | L'île Christmas                       | The Island Christmas               | Île Christmas ( Australie)                 |
| 18 | L'armée de terre cuite                | Earth cooked                       | Guerre ( Chine)                            |
| 19 | Le canal du Panama                    | Panama boat                        | Canal de Panama ( Panama)                  |
| 20 | Le Tower bridge                       | The Tower Bridge                   | Tower Bridge ( Angleterre)                 |
| 21 | Les tepuys                            | The Tepuys                         | Tepuy ( Venezuela et Brésil, Guyana)       |
| 22 | Le biogaz                             | The Biogaz                         | Biogaz ( Tchéquie et Autriche)             |
| 23 | Sauvetage en plein ouragan            | Thunder walt                       | Toxique ( Malte)                           |
| 24 | La vallée des pierres                 | Walt Pierrot                       | Pierre ( Kazakhstan)                       |
| 25 | Le test de planneur                   | Fly Xuli's                         | Torticolis ( Argentine)                    |
| 26 | La Mongolie                           | Nomads                             | Mongols ( Mongolie)                        |
| 27 | La boussole                           | Go Jet Academy: Compass Navigators | Boussole                                   |
| 28 | La réserve nature de Wolong           | Wolong Panda Reserve               | Réserve naturelle de Wolong ( Chine)       |
| 29 | Lire une carte                        | Go Jet Academy: Map Readers        | Carte                                      |
| 30 | La forêt boréale                      | The Boreal Forest                  | Taïga ( Canada)                            |
| 31 | Les ruines de Timgad                  | Timgad Ruins                       | Timgad ( Algérie)                          |
| 32 | Le parc national des Everglades       | Everglades National Park           | Parc national des Everglades ( États-Unis) |
| 33 | Le sphinx                             | The Sphinx, Egypt                  | Sphinx de Gizeh ( Égypte)                  |
| 34 | La coulée de boue                     | Go Jet Academy: Mudslide           | Boue                                       |
| 35 | Le bouddha géant de Leshan            | The Leshan Giant Buddha            | Grand Bouddha de Leshan ( Chine)           |
| 36 | Kinderdijk                            | Kinderdijk, Netherlands            | Kinderdijk ( Pays-Bas)                     |
| 37 | La grande zone d'ordures du Pacifique | The Great Pacific Garbage Patch    | Vortex de déchets du Pacifique nord        |
| 38 | La grande Mosquée de Djenné           | The Great Mosque of Djenné         | Grande Mosquée de Djenné ( Mali)           |
| 39 | Wimbledon                             | Wimbledon                          | Tournoi de Wimbledon ( Angleterre)         |
| 40 | La grotte des cristaux                | Cave of the Crystals               | Grotte des Cristaux ( Mexique)             |
| 41 | Le phare de Bishop Rock               | Bishop Rock Isles of Scilly        | Bishop Rock (Îles Scilly)                  |
| 42 | L'irrigation                          | Go Jet Academy: Irrigation         | Irrigation                                 |
| 43 | La migration des cigognes             | Bird Migration                     | Cigogne ( Espagne et Afrique)              |
| 44 | La montagne de Whistler               | Whistler Mountain                  | Montagne Whistler ( Canada)                |
| 45 | La groncho-éclipse                    | Solar E-Glitch                     | Éclipse solaire                            |
| 46 | La cabane dans les arbres des Korowai | Korowai Treehouses                 | Cabanes Korowai ( Indonésie)               |
| 47 | L'île volcanique                      | Go Jet Academy: Volcanic Island    | Île volcanique                             |
| 48 | Les Chocolate Hills                   | Chocolate Hills, Philippines       | Chocolate Hills ( Philippines)             |
| 49 | Disco quizz planétaire                | Go Jet Academy: Global Gameshow    | Jeu télévisé                               |
| 50 | La chute Horsetail                    | Horsetail Fall                     | Chute Horsetail ( États-Unis)              |
| 51 | Ilullisat                             | Ilulissat                          | Ilulissat ( Groenland)                     |
| 52 | Le troupeau de rennes des Samis       | Sámi Reindeer Herding              | Renniculture des Samis ( Norvège)          |

### Troisième saison (2019-2020)
|    | Titre français                             | Titre original                                 | Lieu visité                                               |
| -- | ------------------------------------------ | ---------------------------------------------- | --------------------------------------------------------- |
| 1  | Le voleur d'abeilles                       | Honey Bee Hijack                               | Burkina Faso                                              |
| 2  | Hollywood                                  | Hollywood                                      | Hollywood ( États-Unis)                                   |
| 3  | Les égouts londoniens                      | London Sewers Fatberg                          | Égouts de Londres ( Angleterre)                           |
| 4  | La forêt de nuages de Monteverde           | Monteverde Cloud Forest                        | Réserve de Monteverde ( Costa Rica)                       |
| 5  | Le continent africain                      | The Continent of Africa                        | Afrique                                                   |
| 6  | Le continent européen                      | The Continent of Europe                        | Europe                                                    |
| 7  | Les explorateurs polaires                  | Go Jetters Heroes: Polar Explorers             | Exploration polaire                                       |
| 8  | La ville du centre du monde                | Middle of the World City                       | Mitad del mundo ( Équateur)                               |
| 9  | Course à l’énergie solaire                 | Solar Race                                     | World Solar Challenge ( Australie)                        |
| 10 | Amelia Earhart                             | Go Jetters Heroes: Amelia Earhart              | Amelia Earhart                                            |
| 11 | Les champs de tulipes                      | Tulip Fields, Netherlands                      | Tulipe ( Pays-Bas)                                        |
| 12 | Les héros de l'Himalaya                    | Himalayan Heroes                               | Himalaya ( Népal)                                         |
| 13 | La baie des singes                         | Monkey Bay                                     | Monkey Bay ( Thaïlande)                                   |
| 14 | Les gorges de Cheddar                      | Cheddar Gorge, England                         | Gorges de Cheddar ( Angleterre)                           |
| 15 | La République démocratique du Congo        | Mountain Gorillas                              | Gorille des montagnes ( République démocratique du Congo) |
| 16 | Géo Jet ou Géo Nul ?                       | Go Jetter or No Jetter?                        |                                                           |
| 17 | La fosse des Mariannes : l'océan Pacifique | Mariana Trench, the Pacific Ocean              | Fosse des Mariannes (Océan Pacfiique)                     |
| 18 | La réserve mondiale de graines du Svalbard | Svalbard Global Seed Vault                     | Réserve mondiale de semences du Svalbard ( Norvège)       |
| 19 | La séance de shopping                      | Shopping Shenanigans                           | Istanbul ( Turquie)                                       |
| 20 | SOS arche marine !                         | Go Jet Academy: Sea Arch Escape                | Arche naturelle                                           |
| 21 | Les crabes fantômes                        | Go Jet Academy: Ghost Crabs                    | Crabe fantôme                                             |
| 22 | La remontée des saumons                    | The Salmon Run                                 | Migration du saumon ( Alaska)                             |
| 23 | Le festival de la Tomatina                 | Tomatina Festival                              | Tomatina ( Espagne)                                       |
| 24 | Les baleines pilotes                       | Go Jet Academy: Whale Rescue                   | Baleine                                                   |
| 25 | Le Nouvel an chinois : la danse du dragon  | Chinese New Year Dragon Dance Drama            | Danse du dragon ( Chine)                                  |
| 26 | Le festival des couleurs                   | Holi Festival of Colour India                  | Holi ( Inde)                                              |
| 27 | Le réchauffement climatique                | Global warming, The Arctic Ocean               | Réchauffement climatique                                  |
| 28 | L'arc-en-ciel                              | Go Jet Academy: Rainbow                        | Arc-en-ciel                                               |
| 29 | Retrouvailles à Ronda                      | Ronda Reunion, Spain                           | Espagne                                                   |
| 30 | Les volcans de boue                        | Mud Volcano, Azerbaijan                        | Volcan de boue ( Azerbaïdjan)                             |
| 31 | La route panaméricaine                     | The Pan-American Highway, Panama               | Route panaméricaine ( Panama)                             |
| 32 |                                            | Go Jet Academy: Lightning Bolt Blackout        | Foudre                                                    |
| 33 | Nouvelle espèce                            | Go Jet Academy: New Species                    | Espèce                                                    |
| 34 | Les Géo épreuves                           | Go Jet Academy: Geo Challenge                  |                                                           |
| 35 | Les mauvaises herbes                       | Go Jet Academy: Stop Those Superweeds          | Mauvaise herbe                                            |
| 36 | La pierre de Blarney                       | The Blarney Stone, Ireland                     | Pierre de l'éloquence ( Irlande)                          |
| 37 | Le tour du monde en 80 jours               | Go Jet Academy: Around the World in 80 Days    | Le Tour du monde en quatre-vingts jours                   |
| 38 | Mission mars                               | Mars Mission: Chile                            | Désert d'Atacama ( Chili)                                 |
| 39 | Chaos au bulletin météo                    | Go Jet Academy: Weather Prediction Predicament | Météo                                                     |
| 40 | Les lucioles du fleuve Selangor            | Funky Fireflies, Selangor River, Malaysia      | Rivière Selangor ( Malaisie)                              |
| 41 | Le trésor des pirates                      | Pirate Peril, Jamaica                          | Jamaïque                                                  |
| 42 | Les tornades marines                       | Go Jet Academy: Waterspout Wipeout             | Tornade                                                   |
| 43 | Les fermes flottantes                      | Floating Farms                                 | Bangladesh                                                |
| 44 | La grotte de Postojna                      | Cave Train Trouble                             | Grotte de Postojna ( Slovénie)                            |
| 45 | Menace sur les espèces !                   | Endangered Species                             | São Paulo ( Brésil)                                       |
| 46 | Le point Nemo                              | Go Jet Academy: Dream Team Trouble             |                                                           |
| 47 | Lamantin en péril                          | Mission Manatee                                | Lamantin ( États-Unis)                                    |
| 48 | Voyage au pays des fourmis                 | Go Jet Academy: Symbiosis Shrink Down          | Fourmi                                                    |
| 49 | La patrouille des macareux                 | Puffin Patrol                                  | Macareux ( Islande)                                       |
| 50 | Le cratère de Wolfe Creek                  | Meteorite Mayhem                               | Cratère de Wolfe Creek ( Australie)                       |
| 51 | L'anniversaire surprise                    | Go Jet Academy: Birthday Surprise              |                                                           |